# Nosferatu (banda)
Nosferatu es una banda de rock gótico procedente de Inglaterra, que ha crecido hasta convertirse en una de las bandas de mayor éxito comercial dentro de la nueva ola del rock gótico. 
Ha vendido más de 100.000 copias en todo el mundo de sus álbumes y sencillos, además de cientos de miles de canciones en álbumes recopilatorios desde su primer lanzamiento.

## Discografía
- Bloodlust 1988
- Symphony of Shadows 1990
- Hellhound 1991
- Vampyres Cry 1992
- Diva 1992
- Inside the Devil 1993
- Rise 1993
- Legend 1994
- The Profecy 1994
- Prince Of Darkness 1996
- Lord Of The Flies 1998
- ReVamped 1999
- Reflections Through A Darker Glass 2000
- Somebody Put Something In My Drink 2005
- Black Holer 2010
- Wonderland 2011